# Lilium polyphyllum
Espèce
Statut de conservation UICN

 CR A2cd : 
En danger critique
Classification phylogénétique
Lilium polyphyllum est une espèce de plantes de la famille des Liliacées et du genre des lys.

## Répartition et habitat
Cette espèce est présente en Inde, en Afghanistan et au Pakistan. Elle pousse de préférence sur un sol acide et sablonneux avec une couche épaisse d'humus. 